# Ectropis aethregenes
Ectropis aethregenes là một loài bướm đêm trong họ Geometridae.